# ریکاردو آلوز
ریکاردو آلوز (پرتغالی: Ricardo Alves؛ زادهٔ ۲۵ مارس ۱۹۹۳) بازیکن فوتبال اهل کشور پرتغال است که در پست هافبک برای باشگاه فوتبال سپاهان در لیگ برتر خلیج فارس بازی می‌کرد.

## دوران باشگاهی

### سال‌های آغازین
آلوز که در لوروسا (سانتا ماریا دا فیرا) به دنیا آمده بود، فوتبال جوانان خود را با تیم فوتبال پورتو آغاز کرد، که از سن ۱۶ تا ۱۹ سالگی بازیکن آن بود.

### بلننسس
او اولین بازی خود را برای بزرگسالان بلننسس در ۱ اوت ۲۰۱۲ در برد خانگی ۱–۰ مقابل فرئامونده در هفته اول جام حذفی فوتبال پرتغال بازی کرد.
در ۲۰ ژانویه ۲۰۱۳، آلوز اولین حضور خود را در لیگا پرتغال ۲ انجام داد و به عنوان یار تعویضی نیمه دوم در تساوی ۰–۰ خانگی مقابل سانتاکلارا به میدان رفت. در نقل و انتقالات تابستانی، او با آمار ضعیف ۱ گل در ۱۳ بازی، در همان لیگ به پورتیموننزه قرض داده شد.

### المپیا لوبلینا
در تابستان ۲۰۱۵، آلوز پس از یک دوره کوتاه در رومانی با راپید بخارست، آلوز با المپیا لوبلیانا در لیگ برتر فوتبال اسلوونی قرارداد امضا کرد. او اولین بازی خود را در ۸ آگوست در لیگ برتر انجام داد و در پیروزی ۲–۰ خارج از خانه مقابل کورشکو گلزنی کرد. آلوز و تیمش در فصل ۱۸–۲۰۱۷ موفق به کسب قهرمانی دبل شدند. آلوز در دبل قهرمانی تیمش در تمامی رقابت‌ها ۳۷ بازی انجام داد که موفق به ثبت ۱۱ گل و ۶ پاس گل شد و تبدیل به یکی از مهره‌های اصلی قهرمانی‌های المپیا لوبلیانا شد.

### غیرت
آلوز در ۱۳ ژوئیه ۲۰۲۱ با غیرت قراردادی ۱۸ ماهه امضا کرد. و در پایان فصل در تمامی رقابت‌ها برای غیرت با ثبت ۳ گل و ۱۵ پاس‌گل در ۳۶ بازی از این تیم جدا شد.

### تراکتور
آلوز در ۲۷ تیر ۱۴۰۱ با قراردادی به مدت ۱ فصل به تراکتور در لیگ برتر خلیج فارس پیوست. آلوز اولین بازی خودش را برای تراکتور در هفته اول لیگ برتر مقابل گل‌گهر انجام داد و موفق به دادن اولین پاس‌گل خود در تراکتور شد. در هفته دوم لیگ برتر در تساوی ۱–۱ تراکتور مقابل ذوب‌آهن، آلوز موفق به دادن پاس‌گل به اسدی در دقیقه ۸+۹۰ بازی شد و نقش مهمی در کسب این تک امتیاز داشت. در هفته سوم لیگ برتر آلوز در شکست ۲–۳ تراکتور در مقابل فولاد، آلوز پاس‌گل، گل اول تراکتور را به آقاجان‌پور داد. آلوز با دادن این پاس‌گل موفق به دادن ۳ پاس‌گل در ۳ بازی متوالی در ۳ بازی اول لیگ برتر شد و به دلیل توانایی بالای بازیسازی‌اش از طرف هواداران تراکتور لقب «مهندس» را دریافت کرد. آلوز در هفته ششم لیگ برتر در برد ۱–۰ تراکتور در مقابل صنعت نفت، در دقیقه ۹۰ با دادان یک پاس‌گل به اسدی، موجب پیروزی تراکتور و کسب ۳ امتیاز در این بازی شد. با توجه به عملکردی که آلوز در این بازی داشت در تیم منتخب هفته ششم لیگ برتر قرار گرفت. در هفته هفتم لیگ برتر در پیروزی ۱–۰ تراکتور در مقابل پرسپولیس، آلوز در دقیقه ۷۵ با دادن پاس‌گل به عباس‌زاده موجب پیروزی تراکتور در این بازی شد و با عملکرد قابل قبولی که در این هفته داشت در تیم منتخب هفته هفتم قرار گرفت. در هفته نهم لیگ برتر در پیروزی ۳–۲ تراکتور در مقابل نفت مسجد سلیمان، آلوز در دقیقه ۲ بازی یک پاس‌گل به عباس‌زاده داد و در تیم منتخب هفته نهم قرار گرفت. در تساوی ۱–۱ تراکتور در هفته یازدهم مقابل ملوان، ریکاردو آلوز با دادن یک پاس‌گل در دقیقه ۳۰ به آقاجان‌پور زمینه‌ساز تک گل تراکتور شد. در هفته پانزدهم در برد ۲–۰ خارج خانه تراکتور در مقابل استقلال، آلوز اولین گل تراکتور را به قنبری در دقیقه ۵۳، پاس گل داد.
آلوز نیم فصل را با انجام دادن ۱۲ بازی و ثبت ۸ پاس‌گل به پایان رساند تا این آمار درخشان موجب شود در تیم منتخب نیم فصل اول قرار بگیرد. قرارداد آلوز در نیم‌فصل با تراکتور به مدت ۳ فصل، تا آخر سال ۱۴۰۴ تمدید شد.
آلوز در هفته هفدهم لیگ برتر در برد ۳–۱ تراکتور مقابل ذوب‌آهن، با دادن ۲ پاس‌گل به رضا اسدی، پاس‌گل‌های خود را به عدد ۱۰ رساند و رکورد ادینیو بازیکن سابق تراکتور را با ۹ پاس‌گل شکست و بهترین پاسور خارجی تراکتور شد. نکته قابل توجه به این رکورد این است که ادینیو ۹ تا پاس‌گل خود را در ۵۲ بازی به ثمر رساند اما آلوز در ۱۴ بازی موفق به انجام این کار شد. آلوز در این هفته با دادن دو پاس‌گل در تیم منتخب هفته نیز قرار گرفت. در هفته هجدهم در پیروزی ۱–۰ تراکتور مقابل فولاد، آلوز با دادن پاس‌گل در دقیقه ۱۰+۹۰ به هادی محمدی، موجب پیروزی تراکتور در این بازی شد و تعداد پاس‌گل‌های خود را در لیگ برتر به عدد ۱۱، در ۱۵ بازی رساند. در هفته نوزدهم لیگ برتر در پیروزی ۱–۰ تراکتور مقابل هوادار، آلوز با دادن پاس‌گل در دقیقه ۱+۹۰ به گوستاوو واگنین موجب پیروزی تراکتور شد. آلوز با عملکردی که در این هفته داشت در تیم منتخب هفته نوزدهم لیگ برتر قرار گرفت.
آلوز بعد از ۸ هفته ناکام در دادن پاس‌گل، بالاخره در هفته بیست و هفتم در پیروزی ۳–۱ تراکتور مقابل مس کرمان، به گوستاوو واگنین پاس‌گل داد.
در نهایت آلوز با ۱۳ پاس گل بهترین پاسور لیگ برتر در فصل ۰۲–۱۴۰۱ شد.

## آمار

### باشگاهی
| باشگاه     | لیگ           | فصل        | لیگ  | لیگ | جام حذفی | جام حذفی | لیگ قهرمانان | لیگ قهرمانان | دیگر | دیگر | مجموع | مجموع |
| باشگاه     | لیگ           | فصل        | بازی | گل  | بازی     | گل       | بازی         | گل           | بازی | گل   | بازی  | گل    |
| ---------- | ------------- | ---------- | ---- | --- | -------- | -------- | ------------ | ------------ | ---- | ---- | ----- | ----- |
| بلننس      | لیگا پرتغال ۲ | ۲۰۱۲–۲۰۱۳  | ۱۳   | ۱   | ۳        | ۰        | ۰            | ۰            | ۱    | ۰    | ۱۷    | ۱     |
| مجموع آمار | مجموع آمار    | مجموع آمار | ۱۳   | ۱   | ۳        | ۰        | ۰            | ۰            | ۱    | ۰    | ۱۷    | ۱     |

#### آمار پاس‌گل‌ها
| فصل       | تیم             | پاس گل |
| --------- | --------------- | ------ |
| ۲۰۱۳–۲۰۱۲ | بلننسس          | ۰      |
| ۲۰۱۴–۲۰۱۳ | بلننسس          | ۱      |
| ۲۰۱۵–۲۰۱۴ | راپید بخارست    | ۱      |
| ۲۰۱۶–۲۰۱۵ | المپیا لوبلیانا | ۳      |
| ۲۰۱۷–۲۰۱۶ | المپیا لوبلیانا | ۱      |
| ۲۰۱۸–۲۰۱۷ | المپیا لوبلیانا | ۶      |
| ۲۰۱۹–۲۰۱۸ | اورنبورگ        | ۲      |
| ۲۰۲۰–۲۰۱۹ | اورنبورگ        | ۴      |
| ۲۰۲۱–۲۰۲۰ | کریلیا سووتوف   | ۴      |
| ۲۰۲۲–۲۰۲۱ | غیرت            | ۱۵     |
| ۲۰۲۳–۲۰۲۲ | تراکتور         | ۱۳     |
| ۲۰۲۳-۲۰۲۳ | تراکتور         | ۱۲     |
| مجموع     | مجموع           | ۶۲     |

## افتخارات

### باشگاهی

#### بلننسس
- لیگا پرتغال ۲ (۱): ۱۳–۲۰۱۲

#### المپیا لیوبلیانا
- لیگ دسته اول اسلوونی (۲): ۱۶–۲۰۱۵، ۱۸–۲۰۱۷
- جام حذفی اسلوونی (۱): ۱۸–۲۰۱۷

#### کریلیا سووتوف
- لیگ دسته دوم روسیه (۱): ۲۰۲۱

#### غیرت
- جام حذفی قزاقستان (۱): ۲۱–۲۰۲۰

#### تراکتور
- لیگ برتر خلیج فارس (۱): ۰۴–۱۴۰۳

### ملی

#### زیر ۱۹ سال پرتغال
- قهرمانی اروپا زیر ۱۹ سال (۱): ۲۰۱۳

#### زیر ۲۰ سال پرتغال
- قهرمانی اروپا زیر ۲۰ سال (۱): ۲۰۱۳

### فردی
- بهترین پاسور فصل ۰۲–۱۴۰۱ لیگ برتر خلیج فارس (۱۳ پاس‌ گل)
- بهترین پاسور فصل ۰۳–۱۴۰۲ لیگ برتر خلیج فارس (۱۱ پاس گل)